# Municipio de Kenneth
El municipio de Kenneth (en inglés: Kenneth Township) es un municipio ubicado en el condado de Sheridan en el estado estadounidense de Kansas. En el año 2010 tenía una población de 1350 habitantes y una densidad poblacional de 14,58 personas por km².

## Geografía
El municipio de Kenneth se encuentra ubicado en las coordenadas 39°21′1″N 100°26′31″O / 39.35028, -100.44194. Según la Oficina del Censo de los Estados Unidos, el municipio tiene una superficie total de 92.57 km², de la cual 92,57 km² corresponden a tierra firme y (0 %) 0 km² es agua.

## Demografía
Según el censo de 2010, había 1350 personas residiendo en el municipio de Kenneth. La densidad de población era de 14,58 hab./km². De los 1350 habitantes, el municipio de Kenneth estaba compuesto por el 96,89 % blancos, el 0,07 % eran amerindios, el 0,3 % eran asiáticos, el 1,26 % eran de otras razas y el 1,48 % eran de una mezcla de razas. Del total de la población el 3,19 % eran hispanos o latinos de cualquier raza.